# (I Would) Die for You
(I Would) Die for You è un singolo del duo musicale greco-svedese Antique, pubblicato il 14 maggio 2001 e poi incluso nel loro secondo album in studio Die for You.
Il brano ha rappresentato la Grecia all'Eurovision Song Contest 2001, classificandosi al 3º posto con 147 punti.

## Tracce
Testi di Antōnīs Pappas, musiche di Nikos Terzīs.
1. (I Would) Die for You (versione inglese) – 2:59
2. (I Would) Die for You (versione Eurovision) – 2:58
3. (I Would) Die for You (versione greca) – 2:58
4. (I Would) Die for You (versione estesa) – 4:29

## Classifiche
| Classifica (2001) | Posizione massima |
| ----------------- | ----------------- |
| Danimarca         | 15                |
| Germania          | 85                |
| Norvegia          | 9                 |
| Romania           | 4                 |
| Svezia            | 3                 |
| Svizzera          | 75                |